# Paul Van Doren
Paul Van Doren (Boston, 12 giugno 1930 – 6 maggio 2021) è stato un imprenditore statunitense, fondatore della Vans, azienda di scarpe negli Stati Uniti.

## Biografia

### Origini e gioventù
Paul Van Doren è il primo dei cinque figli di una famiglia, Johnson e Rena Van Doren, probabilmente di origini olandesi, visto il cognome ed anche il soprannome che in seguito, gli verrà affibbiato nell'ambiente ippico. Suo padre era un inventore mentre sua madre una sarta.
Van Doren abbandonò la scuola all'età di 14 anni. Interessato ai cavalli, andava tutti i giorni ai circuiti; lì, cominciò ad essere conosciuto, appunto, come "Dutch the Clutch". Sua madre poi insistette sul fatto che Paul dovesse ottenere un lavoro in una fabbrica di scarpe.

### Carriera
Nel 1966, Paul Van Doren, suo fratello James e dei lori amici Gordon e Serge D'Elia divennero soci aprendo la prima Vans. Ci volle un anno per organizzare la fabbrica al 704 East Broadway nella città di Anaheim. Inizialmente offrivano solamente tre tipi di scarpe; i prezzi variavano da 2,49$ a 4,99$. Verso la fine degli anni 70 la Vans aveva circa 70 negozi in California. Paul Van Doren diresse l'azienda fino al 1976, quando prese le redini il fratello James.